# کریستوفر کلاسون
کریستوفر کلاسون (انگلیسی: Kristoffer Klaesson؛ زادهٔ ۲۷ نوامبر ۲۰۰۰) بازیکن فوتبال اهل نروژ است.
از باشگاه‌هایی که در آن بازی کرده‌است می‌توان به باشگاه فوتبال وولرنگا و باشگاه فوتبال لیدز یونایتد اشاره کرد.
وی همچنین در تیم‌های ملی فوتبال نوجوانان، جوانان و زیر ۲۱ سال نروژ بازی کرده‌است.

## دوران باشگاهی

### وولرنگا
کلاسون اولین قرارداد حرفه‌ای خود را در ژوئن ۲۰۱۶ امضا کرد. او اولین بازی خود را در الیتسرین، برای باشگاه فوتبال وولرنگا در ۳۰ ژوئن ۲۰۱۹ در برابر باشگاه فوتبال هاوگسوند انجام داد که پس از مصدومیت دروازه‌بان اول تیم، آدام لارسن کواراسی وارد زمین شد. این بازی با برتری ۴–۱ به نفع وولرنگا به پایان رسید. کلاسون بازی بعدی را نیز آغاز کرد که با پیروزی پر گل ۶ بر صفر مقابل باشگاه فوتبال بوده/گلیمت به پایان رسید.

### لیدز یونایتد
در ۳۱ ژوئیه ۲۰۲۱، کلاسون قراردادی چهار ساله با باشگاه فوتبال لیدز یونایتد امضا کرد که این باشگاه مبلغی نامشخص در حدود ۱/۶ میلیون پوند پرداخت کرد.
او اولین بازی خود را در لیگ برتر فوتبال انگلیس در ۱۸ مارس ۲۰۲۲ در جریان پیروزی ۲-۳ خارج از خانه مقابل وولور همپتون، پس از مصدومیت دروازه‌بان اول تیم، ایلان مسلیر، انجام داد. او در مدت حضورش در زمین هیچ گلی دریافت نکرد.